# Llista de topònims de Calldetenes
Llista de topònims (noms propis de lloc) del municipi de Calldetenes, a Osona
Informació actualitzada per un bot. Els canvis manuals es perdran quan s'actualitzi!

## bassa
| imatge | Nom                             | Ubicat a    | instància de   | Detalls                     | coordenades                                                                                         | Protecció                                  | Commons (més fotos) | Dades a WD                    |
| ------ | ------------------------------- | ----------- | -------------- | --------------------------- | --------------------------------------------------------------------------------------------------- | ------------------------------------------ | ------------------- | ----------------------------- |
|        | Bassa del Blanqueig             | Calldetenes | bassa          |                             | 41° 55′ 37″ N, 2° 17′ 23″ E / 41.92692°N,2.28963°E ca:Nucli urbà de Calldetenes (08506 Calldetenes) |                                            |                     | Modifica les dades a Wikidata |
|        | Bassa i safareig de la Calvaria | Calldetenes | bassa safareig | Estil: arquitectura popular | 41° 55′ 44″ N, 2° 18′ 18″ E / 41.928903°N,2.30497°E ca:Carretera BV-5201, km 0,2 536 msnm           | bé integrant del patrimoni cultural català |                     | Modifica les dades a Wikidata |

## casa
| imatge | Nom                           | Ubicat a    | instància de | Detalls                     | coordenades | Protecció                   | Commons (més fotos)        | Dades a WD                    |
| ------ | ----------------------------- | ----------- | ------------ | --------------------------- | --- | --------------------------- | -------------------------- | ----------------------------- |
|        | casa a la plaça Vella, 8      | Calldetenes | casa         | 17th century                | 41° 55′ 33″ N, 2° 17′ 02″ E / 41.925707°N,2.283849°E ca:Pl. Vella, 8 489 msnm                                             | bé cultural d'interès local |                            | Modifica les dades a Wikidata |
|        | casa al carrer Gran, 58       | Calldetenes | casa         |                             | 41° 55′ 32″ N, 2° 16′ 51″ E / 41.92564392089844°N,2.2807910442352295°E ca:Carrer Gran, 58                                 |                             |                            | Modifica les dades a Wikidata |
|        | casa del carrer França núm. 6 | Calldetenes | casa         |                             | 41° 55′ 35″ N, 2° 17′ 02″ E / 41.92627°N,2.28386°E ca:Nucli urbà de Calldetenes. Carrer França núm. 6 (08506 Calldetenes) |                             |                            | Modifica les dades a Wikidata |
|        | casa del carrer Gran núm. 18  | Calldetenes | casa         |                             | 41° 55′ 31″ N, 2° 16′ 58″ E / 41.92533°N,2.28289°E ca:Nucli urbà de Calldetenes Carrer Gran núm. 18 (08506 Calldetenes)   |                             |                            | Modifica les dades a Wikidata |
|        | edifici al carrer Gran, 1     | Calldetenes | casa         |                             | 41° 55′ 31″ N, 2° 17′ 02″ E / 41.925266°N,2.283808°E                                                                      | bé cultural d'interès local | Edifici al carrer Gran, 1  | Modifica les dades a Wikidata |
|        | edifici al carrer Gran, 16    | Calldetenes | casa         | Estil: arquitectura popular | 41° 55′ 31″ N, 2° 16′ 59″ E / 41.925297°N,2.282976°E 488 msnm                                                             | bé cultural d'interès local | Edifici al carrer Gran, 16 | Modifica les dades a Wikidata |
|        | edifici al carrer Gran, 36    | Calldetenes | casa         |                             | 41° 55′ 32″ N, 2° 16′ 55″ E / 41.925594°N,2.281972°E                                                                      | bé cultural d'interès local | Edifici al carrer Gran, 36 | Modifica les dades a Wikidata |
|        | edifici al carrer Gran, 6     | Calldetenes | casa         | Estil: arquitectura popular | 41° 55′ 31″ N, 2° 17′ 00″ E / 41.925219°N,2.283447°E ca:C. Gran, 6 486 msnm                                               | bé cultural d'interès local | Edifici al carrer Gran, 6  | Modifica les dades a Wikidata |
|        | edifici al carrer Gran, 9     | Calldetenes | casa         |                             | 41° 55′ 32″ N, 2° 17′ 00″ E / 41.925424°N,2.283215°E ca:C. Gran, 9 489 msnm                                               | bé cultural d'interès local | Edifici al carrer Gran, 9  | Modifica les dades a Wikidata |

## element arquitectònic
| imatge | Nom                                        | Ubicat a    | instància de          | Detalls      | coordenades | Protecció | Commons (més fotos) | Dades a WD                    |
| ------ | ------------------------------------------ | ----------- | --------------------- | ------------ | --- | --------- | ------------------- | ----------------------------- |
|        | Llinda de finestra del carrer Gran núm. 40 | Calldetenes | element arquitectònic | 1788         | 41° 55′ 32″ N, 2° 16′ 54″ E / 41.92561°N,2.28174°E ca:Nucli urbà de Calldetenes . C/Gran núm. 40 (08506 Calldetenes)    |           |                     | Modifica les dades a Wikidata |
|        | Mosaics de l'empresa 'Productos del Cerdo' | Calldetenes | element arquitectònic | 20th century | 41° 55′ 32″ N, 2° 16′ 55″ E / 41.92564°N,2.28203°E ca:Nucli urbà de Calldetenes C/ Gran num. 27 (08506 Calldetenes)     |           |                     | Modifica les dades a Wikidata |
|        | Portal del carrer Gran núm. 32             | Calldetenes | element arquitectònic | 18th century | 41° 55′ 32″ N, 2° 16′ 57″ E / 41.92546°N,2.28237°E ca:Nucli urbà de Calldetenes Carrer Gran núm. 32 (08506 Calldetenes) |           |                     | Modifica les dades a Wikidata |
|        | Portal del carrer Gran núm. 48             | Calldetenes | element arquitectònic | 1798         | 41° 55′ 32″ N, 2° 16′ 53″ E / 41.92554°N,2.28146°E ca:Nucli urbà de Calldetenes Carrer gran nú, 48 (08506 Calldetenes)  |           |                     | Modifica les dades a Wikidata |
|        | Portal del carrer Sant Tomàs núm. 5        | Calldetenes | element arquitectònic | 1731         | 41° 55′ 33″ N, 2° 17′ 03″ E / 41.92594°N,2.2842°E ca:Nucli urbà de Calldetenes. C/Sant Tomàs núm .5 (08506 Calldetenes) |           |                     | Modifica les dades a Wikidata |

## entitat singular de població
| imatge | Nom                      | Ubicat a    | instància de                                                                   | Detalls  | coordenades                                                      | Protecció | Commons (més fotos)      | Dades a WD                    |
| ------ | ------------------------ | ----------- | ------------------------------------------------------------------------------ | -------- | ---------------------------------------------------------------- | --------- | ------------------------ | ----------------------------- |
|        | Calldetenes              | Calldetenes | entitat singular de població capital municipal ens local històric de Catalunya | 2548 hab | 41° 55′ 34″ N, 2° 17′ 01″ E / 41.9260391°N,2.28367149°E 489 msnm |           |                          | Modifica les dades a Wikidata |
|        | Sant Martí de Riudeperes | Calldetenes | entitat singular de població                                                   | 142 hab  | 41° 55′ 39″ N, 2° 18′ 26″ E / 41.9274°N,2.3073°E 0 msnm          |           | Sant Martí de Riudeperes | Modifica les dades a Wikidata |

## església
| imatge | Nom                                  | Ubicat a    | instància de | Detalls                                                           | coordenades                                                                                                | Protecció                   | Commons (més fotos)                  | Dades a WD                    |
| ------ | ------------------------------------ | ----------- | ------------ | ----------------------------------------------------------------- | --- | --------------------------- | ------------------------------------ | ----------------------------- |
|        | Sant Marc de Calldetenes             | Calldetenes | església     | Estil: arquitectura popular 19th century                          | 41° 54′ 57″ N, 2° 17′ 33″ E / 41.915899°N,2.292499°E ca:Serra de Sant Marc, al sud de Calldetenes 577 msnm | bé cultural d'interès local | Sant Marc de Calldetenes             | Modifica les dades a Wikidata |
|        | Sant Tomàs de Riudeperes             | Calldetenes | església     |                                                                   | 41° 55′ 56″ N, 2° 18′ 09″ E / 41.9322083333°N,2.30250277778°E ca:Crtra. de Folgueroles                     | bé cultural d'interès local | Sant Tomàs de Riudeperes             | Modifica les dades a Wikidata |
|        | Santa Margarida                      | Calldetenes | església     | Estil: arquitectura modernista 19th century                       | 41° 55′ 50″ N, 2° 18′ 40″ E / 41.93044°N,2.311093°E ca:Carretera de Vic a St Hilari 581 msnm               | bé cultural d'interès local | Santa Margarida (Calldetenes)        | Modifica les dades a Wikidata |
|        | església de Sant Martí de Riudeperes | Calldetenes | església     | Estil: arquitectura romànica arquitectura barroca 11st century    | 41° 55′ 39″ N, 2° 18′ 27″ E / 41.927504°N,2.307573°E ca:Carretera de Sant Julià 543 msnm                   | bé cultural d'interès local | Església de Sant Martí de Riudeperes | Modifica les dades a Wikidata |
|        | església parroquial de la Mercè      | Calldetenes | església     | Estil: arquitectura barroca arquitectura neoclàssica 18th century | 41° 55′ 34″ N, 2° 17′ 01″ E / 41.926029°N,2.283498°E ca:Pl. Vella 489 msnm                                 | bé cultural d'interès local | Església de la Mercè de Calldetenes  | Modifica les dades a Wikidata |

## font
| imatge | Nom                | Ubicat a    | instància de | Detalls      | coordenades                                                                                             | Protecció                   | Commons (més fotos)              | Dades a WD                    |
| ------ | ------------------ | ----------- | ------------ | ------------ | --- | --------------------------- | -------------------------------- | ----------------------------- |
|        | font d'en Figueral | Calldetenes | font         |              | 41° 54′ 50″ N, 2° 17′ 48″ E / 41.913835°N,2.296658°E                                                    | bé cultural d'interès local |                                  | Modifica les dades a Wikidata |
|        | font de Sant Martí | Calldetenes | font         | 20th century | 41° 55′ 37″ N, 2° 18′ 25″ E / 41.926929°N,2.306838°E ca:Entorn rural de Calldetenes (08506 Calldetenes) | bé cultural d'interès local | Font de Sant Martí (Calldetenes) | Modifica les dades a Wikidata |
|        | font de la Boga    | Calldetenes | font         |              | 41° 55′ 35″ N, 2° 17′ 22″ E / 41.926291°N,2.289394°E ca:Entorn rural de Calldetenes (08506 Calldetenes) | bé cultural d'interès local |                                  | Modifica les dades a Wikidata |

## granja
| imatge | Nom               | Ubicat a    | instància de | Detalls | coordenades                                                         | Protecció | Commons (més fotos) | Dades a WD                    |
| ------ | ----------------- | ----------- | ------------ | ------- | ------------------------------------------------------------------- | --------- | ------------------- | ----------------------------- |
|        | Granja Rovira     | Calldetenes | granja       |         | 41° 55′ 24″ N, 2° 16′ 44″ E / 41.9234647221431°N,2.27897799728154°E |           |                     | Modifica les dades a Wikidata |
|        | Granja Saborit    | Calldetenes | granja       |         | 41° 55′ 13″ N, 2° 17′ 16″ E / 41.9203497448563°N,2.2878527489115°E  |           |                     | Modifica les dades a Wikidata |
|        | Granja Sant Martí | Calldetenes | granja       |         | 41° 55′ 23″ N, 2° 18′ 19″ E / 41.9231499836935°N,2.30535703261968°E |           |                     | Modifica les dades a Wikidata |

## llinda
| imatge | Nom                                     | Ubicat a    | instància de | Detalls                     | coordenades                                          | Protecció                   | Commons (més fotos)                     | Dades a WD                    |
| ------ | --------------------------------------- | ----------- | ------------ | --------------------------- | ---------------------------------------------------- | --------------------------- | --------------------------------------- | ----------------------------- |
|        | Llinda i portal al carrer França, 8     | Calldetenes | llinda       |                             | 41° 55′ 35″ N, 2° 17′ 01″ E / 41.926337°N,2.283712°E | bé cultural d'interès local | Llinda i portal al carrer França, 8     | Modifica les dades a Wikidata |
|        | Llinda i portal al carrer França, 9     | Calldetenes | llinda       |                             | 41° 55′ 36″ N, 2° 17′ 00″ E / 41.926632°N,2.283407°E | bé cultural d'interès local | Llinda i portal al carrer França, 9     | Modifica les dades a Wikidata |
|        | Llinda i portal al carrer Gran, 37      | Calldetenes | llinda       |                             | 41° 55′ 33″ N, 2° 16′ 53″ E / 41.925755°N,2.281379°E | bé cultural d'interès local | Llinda i portal al carrer Gran, 37      | Modifica les dades a Wikidata |
|        | Llinda i portal al carrer Gran, 6       | Calldetenes | llinda       |                             | 41° 55′ 31″ N, 2° 17′ 00″ E / 41.925219°N,2.283447°E | bé cultural d'interès local |                                         | Modifica les dades a Wikidata |
|        | Llinda i portal del Molí de la Calvaria | Calldetenes | llinda       | Estil: arquitectura popular | 41° 55′ 39″ N, 2° 18′ 21″ E / 41.927635°N,2.305829°E | bé cultural d'interès local | Llinda i portal del Molí de la Calvaria | Modifica les dades a Wikidata |

## masia
| imatge | Nom                        | Ubicat a    | instància de | Detalls                                      | coordenades | Protecció                                  | Commons (més fotos)                    | Dades a WD                    |
| ------ | -------------------------- | ----------- | ------------ | -------------------------------------------- | --- | ------------------------------------------ | -------------------------------------- | ----------------------------- |
|        | Aymeric                    | Calldetenes | masia        | Estil: arquitectura popular                  | 41° 54′ 55″ N, 2° 18′ 06″ E / 41.915207°N,2.301623°E ca:Carretera Vic - Santa Eugènia, prop de Sant Marc 562 msnm                            | bé cultural d'interès local                | Aymeric (Calldetenes)                  | Modifica les dades a Wikidata |
|        | Can Baixes                 | Calldetenes | masia        | Estil: arquitectura popular                  | 41° 55′ 30″ N, 2° 18′ 20″ E / 41.925092°N,2.305434°E                                                                                         | bé integrant del patrimoni cultural català |                                        | Modifica les dades a Wikidata |
|        | Can Bau                    | Calldetenes | masia        |                                              | 41° 55′ 52″ N, 2° 17′ 17″ E / 41.931240797058°N,2.2881658343886°E                                                                            |                                            |                                        | Modifica les dades a Wikidata |
|        | Can Broma                  | Calldetenes | masia        | Estil: arquitectura popular                  | 41° 55′ 57″ N, 2° 17′ 21″ E / 41.932378°N,2.28912°E                                                                                          | bé integrant del patrimoni cultural català |                                        | Modifica les dades a Wikidata |
|        | Can Broma Vell             | Calldetenes | masia        | 1786                                         | 41° 55′ 58″ N, 2° 17′ 19″ E / 41.9327474285497°N,2.28857124967429°E ca:Entorn rural de Calldetenes Can Broma Vell s/n (08506 Calldetenes)    |                                            |                                        | Modifica les dades a Wikidata |
|        | Can Carles                 | Calldetenes | masia        |                                              | 41° 56′ 03″ N, 2° 17′ 04″ E / 41.934091018978°N,2.28447929985135°E                                                                           |                                            |                                        | Modifica les dades a Wikidata |
|        | Can Carrera                | Calldetenes | masia        |                                              | 41° 55′ 53″ N, 2° 17′ 20″ E / 41.9313705445499°N,2.28875541368931°E                                                                          |                                            |                                        | Modifica les dades a Wikidata |
|        | Can Gasparó                | Calldetenes | masia        |                                              | 41° 55′ 44″ N, 2° 16′ 52″ E / 41.9288465563952°N,2.2811848990213°E                                                                           |                                            |                                        | Modifica les dades a Wikidata |
|        | Can Gom                    | Calldetenes | masia        | Estil: arquitectura popular 18th century     | 41° 55′ 39″ N, 2° 16′ 55″ E / 41.927557°N,2.282046°E 486 msnm                                                                                | bé integrant del patrimoni cultural català |                                        | Modifica les dades a Wikidata |
|        | Can Gorgs                  | Calldetenes | masia        |                                              | 41° 55′ 29″ N, 2° 16′ 38″ E / 41.9246158909115°N,2.27727658033413°E                                                                          |                                            |                                        | Modifica les dades a Wikidata |
|        | Can Peric                  | Calldetenes | masia        |                                              | 41° 55′ 21″ N, 2° 16′ 53″ E / 41.9224897772175°N,2.28149745324614°E                                                                          |                                            |                                        | Modifica les dades a Wikidata |
|        | Can Ral                    | Calldetenes | masia        |                                              | 41° 55′ 28″ N, 2° 17′ 08″ E / 41.9244508438797°N,2.2854433109619°E                                                                           |                                            |                                        | Modifica les dades a Wikidata |
|        | Can Roviretes              | Calldetenes | masia        |                                              | 41° 56′ 05″ N, 2° 18′ 35″ E / 41.9346695035074°N,2.30982777984343°E                                                                          |                                            |                                        | Modifica les dades a Wikidata |
|        | Can Sellarès               | Calldetenes | masia        |                                              | 41° 55′ 33″ N, 2° 18′ 25″ E / 41.9257985434718°N,2.30694442582887°E                                                                          |                                            |                                        | Modifica les dades a Wikidata |
|        | Can Soca                   | Calldetenes | masia        | Estil: arquitectura neoclàssica 17th century | 41° 56′ 08″ N, 2° 17′ 58″ E / 41.935693°N,2.299493°E ca:Ctra. N-141, km 4 esquerra 505 msnm                                                  | bé integrant del patrimoni cultural català | Can Soca (Calldetenes)                 | Modifica les dades a Wikidata |
|        | Can Vinyets                | Calldetenes | masia        |                                              | 41° 55′ 40″ N, 2° 17′ 41″ E / 41.9277603475165°N,2.29483807464155°E                                                                          |                                            |                                        | Modifica les dades a Wikidata |
|        | Casa Nova del Noguer       | Calldetenes | masia        |                                              | 41° 55′ 44″ N, 2° 18′ 31″ E / 41.9288793023337°N,2.30851522018544°E                                                                          |                                            |                                        | Modifica les dades a Wikidata |
|        | Masoveria de la Calvaria   | Calldetenes | masia        | Estil: arquitectura popular                  | 41° 55′ 45″ N, 2° 18′ 19″ E / 41.929216°N,2.305257°E                                                                                         | bé integrant del patrimoni cultural català |                                        | Modifica les dades a Wikidata |
|        | Torre d'en Marc            | Calldetenes | masia        |                                              | 41° 55′ 41″ N, 2° 17′ 37″ E / 41.9280857147816°N,2.29355601954568°E                                                                          |                                            |                                        | Modifica les dades a Wikidata |
|        | Villa Pepita               | Calldetenes | masia        | Estil: arquitectura eclèctica                | 41° 56′ 05″ N, 2° 18′ 28″ E / 41.934752°N,2.307706°E                                                                                         | bé cultural d'interès local                | La Novíssima (Calldetenes)             | Modifica les dades a Wikidata |
|        | can Tona                   | Calldetenes | masia        | Estil: arquitectura popular 17th century     | 41° 55′ 50″ N, 2° 17′ 53″ E / 41.930641°N,2.298137°E ca:Carretera N-141d, km 3,2 508 msnm                                                    | bé integrant del patrimoni cultural català | Can Tona (Calldetenes)                 | Modifica les dades a Wikidata |
|        | el Collet                  | Calldetenes | masia        |                                              | 41° 55′ 19″ N, 2° 17′ 01″ E / 41.9220526592505°N,2.28361284245861°E                                                                          |                                            |                                        | Modifica les dades a Wikidata |
|        | el Llió                    | Calldetenes | masia        | Estil: arquitectura popular 17th century     | 41° 55′ 00″ N, 2° 18′ 00″ E / 41.916557°N,2.299992°E ca:Pista Calldetenes - Sant Marc, 2 km 536 msnm                                         | bé cultural d'interès local                | El Llió (Calldetenes)                  | Modifica les dades a Wikidata |
|        | el Martí                   | Calldetenes | masia        | Estil: arquitectura popular                  | 41° 55′ 59″ N, 2° 17′ 33″ E / 41.933031°N,2.292564°E                                                                                         | bé integrant del patrimoni cultural català |                                        | Modifica les dades a Wikidata |
|        | el Martí Nou               | Calldetenes | masia        |                                              | 41° 55′ 57″ N, 2° 17′ 35″ E / 41.9326038773109°N,2.29303574973882°E                                                                          |                                            |                                        | Modifica les dades a Wikidata |
|        | el Nadal                   | Calldetenes | masia        |                                              | 41° 55′ 37″ N, 2° 18′ 29″ E / 41.9268056417441°N,2.30816372887092°E                                                                          |                                            |                                        | Modifica les dades a Wikidata |
|        | el Nogué                   | Calldetenes | masia        | Estil: arquitectura popular 17th century     | 41° 55′ 42″ N, 2° 18′ 23″ E / 41.928394°N,2.306351°E ca:Ctra. BV-5201, km 0,5 esquerra 537 msnm                                              | bé integrant del patrimoni cultural català | El Nogué (Calldetenes)                 | Modifica les dades a Wikidata |
|        | el Pujol                   | Calldetenes | masia        | Estil: arquitectura popular 14th century     | 41° 55′ 47″ N, 2° 17′ 44″ E / 41.929814°N,2.295493°E ca:Ctra. Vic - Sant Hilari, km 3,5 503 msnm                                             | bé integrant del patrimoni cultural català | El Pujol (Calldetenes)                 | Modifica les dades a Wikidata |
|        | el Retorn                  | Calldetenes | masia        |                                              | 41° 55′ 22″ N, 2° 18′ 54″ E / 41.9228657817847°N,2.31502023602372°E                                                                          |                                            |                                        | Modifica les dades a Wikidata |
|        | el Romaní                  | Calldetenes | masia        |                                              | 41° 55′ 50″ N, 2° 18′ 02″ E / 41.9305340512093°N,2.30066942274742°E                                                                          |                                            |                                        | Modifica les dades a Wikidata |
|        | el Tei                     | Calldetenes | masia        |                                              | 41° 55′ 13″ N, 2° 18′ 35″ E / 41.9202663864031°N,2.30959710399044°E                                                                          |                                            |                                        | Modifica les dades a Wikidata |
|        | el Verdaguer               | Calldetenes | masia        | Estil: arquitectura popular 18th century     | 41° 55′ 36″ N, 2° 17′ 38″ E / 41.926607°N,2.293828°E ca:Ctra. N-141, km 3 dreta 496 msnm                                                     | bé integrant del patrimoni cultural català | El Verdaguer (Calldetenes)             | Modifica les dades a Wikidata |
|        | els Pins                   | Calldetenes | masia        |                                              | 41° 55′ 54″ N, 2° 17′ 18″ E / 41.931718717404°N,2.28825701440724°E                                                                           |                                            |                                        | Modifica les dades a Wikidata |
|        | l'Aimeric                  | Calldetenes | masia        |                                              | 41° 54′ 58″ N, 2° 17′ 59″ E / 41.915982560114°N,2.29974302039332°E                                                                           |                                            |                                        | Modifica les dades a Wikidata |
|        | l'Aragall                  | Calldetenes | masia        | Estil: arquitectura popular 18th century     | 41° 55′ 56″ N, 2° 17′ 09″ E / 41.932123°N,2.28583°E ca:A 1 km al nord 481 msnm                                                               | bé integrant del patrimoni cultural català | L'Aragall (Calldetenes)                | Modifica les dades a Wikidata |
|        | la Calvaria                | Calldetenes | masia        | Estil: arquitectura popular 16th century     | 41° 55′ 45″ N, 2° 18′ 18″ E / 41.929286°N,2.304931°E ca:Ctra. N-141, km 4,5 a 100 m dreta 532 msnm                                           | bé cultural d'interès local                | La Calvaria (Calldetenes)              | Modifica les dades a Wikidata |
|        | la Casa Nova de la Sauleda | Calldetenes | masia        |                                              | 41° 55′ 14″ N, 2° 18′ 19″ E / 41.9204392851842°N,2.30541055272685°E                                                                          |                                            |                                        | Modifica les dades a Wikidata |
|        | la Casanova de la Roureda  | Calldetenes | masia        | Estil: arquitectura popular 1782             | 41° 56′ 03″ N, 2° 18′ 39″ E / 41.934276°N,2.310835°E ca:Entorn rural de Calldetenes . Mas Casanova de la Roureda s/n (08506 Calldetenes)     | bé integrant del patrimoni cultural català |                                        | Modifica les dades a Wikidata |
|        | la Caseta d'en Grau        | Calldetenes | masia        | Estil: arquitectura popular 19th century     | 41° 55′ 20″ N, 2° 18′ 04″ E / 41.922265°N,2.301051°E ca:Entorn rural de Calldetenes. Caseta del Grau (08605 Calldetenes)                     | bé integrant del patrimoni cultural català |                                        | Modifica les dades a Wikidata |
|        | la Farigola                | Calldetenes | masia        |                                              | 41° 55′ 17″ N, 2° 17′ 08″ E / 41.9214253238317°N,2.2855614871591°E                                                                           |                                            |                                        | Modifica les dades a Wikidata |
|        | la Farigoleta              | Calldetenes | masia        | Estil: arquitectura popular                  | 41° 55′ 18″ N, 2° 17′ 00″ E / 41.92154°N,2.28322°E                                                                                           | bé integrant del patrimoni cultural català | La Farigoleta (Santa Eugènia de Berga) | Modifica les dades a Wikidata |
|        | la Font del Vern           | Calldetenes | masia        |                                              | 41° 55′ 25″ N, 2° 18′ 29″ E / 41.9236256793966°N,2.30806542172858°E                                                                          |                                            |                                        | Modifica les dades a Wikidata |
|        | la Frontera                | Calldetenes | masia        |                                              | 41° 55′ 35″ N, 2° 17′ 40″ E / 41.9263705929259°N,2.29439507172745°E 509 msnm                                                                 |                                            | La Frontera (Calldetenes)              | Modifica les dades a Wikidata |
|        | la Novíssima               | Calldetenes | masia        |                                              | 41° 56′ 05″ N, 2° 18′ 27″ E / 41.9346291232413°N,2.30760875356219°E ca:Entorn rural de Calldetenes Mas La Novíssima s /n (08506 Calldetenes) |                                            |                                        | Modifica les dades a Wikidata |
|        | la Perruca                 | Calldetenes | masia        |                                              | 41° 55′ 15″ N, 2° 18′ 00″ E / 41.9208391392912°N,2.30006377265589°E                                                                          |                                            |                                        | Modifica les dades a Wikidata |
|        | la Rovira                  | Calldetenes | masia        |                                              | 41° 55′ 56″ N, 2° 17′ 32″ E / 41.9321842471171°N,2.29217193220376°E                                                                          |                                            |                                        | Modifica les dades a Wikidata |
|        | la Sauleda                 | Calldetenes | masia        | Estil: arquitectura popular 17th century     | 41° 55′ 05″ N, 2° 18′ 25″ E / 41.918076°N,2.306957°E ca:Al sud de Sant Martí de Riudeperes 567 msnm                                          | bé integrant del patrimoni cultural català | La Sauleda (Calldetenes)               | Modifica les dades a Wikidata |
|        | la Serra de Sant Marc      | Calldetenes | masia        |                                              | 41° 54′ 52″ N, 2° 17′ 41″ E / 41.9143673755208°N,2.29484082015139°E                                                                          |                                            |                                        | Modifica les dades a Wikidata |
|        | la Teuleria de Can Tona    | Calldetenes | masia        |                                              | 41° 56′ 07″ N, 2° 17′ 46″ E / 41.9351708314382°N,2.29597474866892°E                                                                          |                                            |                                        | Modifica les dades a Wikidata |
|        | la Vila Grossa             | Calldetenes | masia        | Estil: arquitectura popular 17th century     | 41° 55′ 46″ N, 2° 18′ 06″ E / 41.929339°N,2.301746°E ca:Entorn rural de Calldetenes Mas vila Grossa s/n (108506 Calldetenes)                 | bé integrant del patrimoni cultural català |                                        | Modifica les dades a Wikidata |
|        | la Vila Xica               | Calldetenes | masia        | Estil: arquitectura popular                  | 41° 55′ 44″ N, 2° 18′ 07″ E / 41.929017°N,2.302051°E ca:Entorn rural de Calldetenes. Mas Vila Xica s/n (08506 Calldetenes)                   | bé integrant del patrimoni cultural català |                                        | Modifica les dades a Wikidata |
|        | les Eres                   | Calldetenes | masia        | Estil: arquitectura popular 17th century     | 41° 55′ 42″ N, 2° 17′ 51″ E / 41.92845°N,2.297402°E ca:Entorn rural de Calldetenes Mas Les Eres s/n (08506 Calldetenes)                      | bé integrant del patrimoni cultural català |                                        | Modifica les dades a Wikidata |

## molí d'aigua
| imatge | Nom                    | Ubicat a    | instància de | Detalls                                  | coordenades | Protecció                                  | Commons (més fotos)                  | Dades a WD                    |
| ------ | ---------------------- | ----------- | ------------ | ---------------------------------------- | --- | ------------------------------------------ | ------------------------------------ | ----------------------------- |
|        | El Molí de la Frontera | Calldetenes | molí d'aigua | Estil: arquitectura popular              | 41° 55′ 37″ N, 2° 17′ 54″ E / 41.926958°N,2.298238°E                                                                        | bé integrant del patrimoni cultural català | El Molí de la Frontera (Calldetenes) | Modifica les dades a Wikidata |
|        | Molí de Rosanes        | Calldetenes | molí d'aigua | Estil: arquitectura popular 17th century | 41° 55′ 40″ N, 2° 18′ 03″ E / 41.927866°N,2.300918°E ca:Carretera de Sant Julià                                             | bé integrant del patrimoni cultural català | Molí de Rosanes (Calldetenes)        | Modifica les dades a Wikidata |
|        | Molí del Nadal         | Calldetenes | molí d'aigua | Estil: arquitectura popular              | 41° 55′ 37″ N, 2° 18′ 33″ E / 41.927045°N,2.309088°E                                                                        | bé integrant del patrimoni cultural català |                                      | Modifica les dades a Wikidata |
|        | Molí del Pujol         | Calldetenes | molí d'aigua | Estil: arquitectura popular 16th century | 41° 55′ 47″ N, 2° 17′ 34″ E / 41.929663°N,2.292877°E ca:Entorn rural de Calldetenes Molí del Pujol, s/n (08506 Calldetenes) | bé integrant del patrimoni cultural català |                                      | Modifica les dades a Wikidata |
|        | molí d'Alta-riba       | Calldetenes | molí d'aigua | Estil: arquitectura popular              | 41° 55′ 37″ N, 2° 18′ 42″ E / 41.926986°N,2.311782°E ca:Ctra. BV-5201, km 1,5 552 msnm                                      | bé integrant del patrimoni cultural català | Molí d'Alta-riba                     | Modifica les dades a Wikidata |

## monument
| imatge | Nom                                                      | Ubicat a    | instància de | Detalls                          | coordenades | Protecció                                  | Commons (més fotos)                | Dades a WD                    |
| ------ | -------------------------------------------------------- | ----------- | ------------ | -------------------------------- | --- | ------------------------------------------ | ---------------------------------- | ----------------------------- |
|        | Creu d'en Molla                                          | Calldetenes | monument     | Estil: arquitectura popular 1908 | 41° 55′ 18″ N, 2° 18′ 12″ E / 41.921648°N,2.303349°E ca:Entorn rural de Calldetenes (08506 Calldetenes)        | bé integrant del patrimoni cultural català | Creu d'en Molla (Calldetenes)      | Modifica les dades a Wikidata |
|        | Monument a la Pàtria                                     | Calldetenes | monument     | 1982                             | 41° 55′ 30″ N, 2° 17′ 03″ E / 41.924922943115234°N,2.284212112426758°E ca:Plaça Onze de Setembre               |                                            |                                    | Modifica les dades a Wikidata |
|        | Monument a la Vellesa                                    | Calldetenes | monument     | 1982                             | 41° 55′ 33″ N, 2° 17′ 02″ E / 41.92586°N,2.28393°E ca:Nucli urbà de Calldetenes Pl. Vella (08506 Calldetenes)  |                                            |                                    | Modifica les dades a Wikidata |
|        | Monument a la memòria de les victimes de la Guerra civil | Calldetenes | monument     |                                  | 41° 55′ 28″ N, 2° 17′ 05″ E / 41.9243278503418°N,2.2848520278930664°E ca:Plaça Onze de Setembre                |                                            |                                    | Modifica les dades a Wikidata |
|        | monument als Caiguts                                     | Calldetenes | monument     | Estil: academicisme 1941         | 41° 55′ 41″ N, 2° 18′ 31″ E / 41.928146°N,2.308526°E ca:Davant l'església de Sant Martí de Riudeperes 547 msnm | bé integrant del patrimoni cultural català | Monument als Caiguts (Calldetenes) | Modifica les dades a Wikidata |

## muntanya
| imatge | Nom               | Ubicat a    | instància de | Detalls | coordenades                                                  | Protecció | Commons (més fotos) | Dades a WD                    |
| ------ | ----------------- | ----------- | ------------ | ------- | ------------------------------------------------------------ | --------- | ------------------- | ----------------------------- |
|        | Sant Marc         | Calldetenes | muntanya     |         | 41° 54′ 55″ N, 2° 17′ 33″ E / 41.9152°N,2.29237°E 579.1 msnm |           |                     | Modifica les dades a Wikidata |
|        | Turó de Sant Marc | Calldetenes | muntanya     |         | 41° 54′ 55″ N, 2° 17′ 33″ E / 41.915211°N,2.292367°E         |           |                     | Modifica les dades a Wikidata |

## pont
| imatge | Nom                       | Ubicat a    | instància de | Detalls                                    | coordenades                                                                       | Protecció                   | Commons (més fotos)                     | Dades a WD                    |
| ------ | ------------------------- | ----------- | ------------ | ------------------------------------------ | --------------------------------------------------------------------------------- | --------------------------- | --------------------------------------- | ----------------------------- |
|        | Pont del Molí del Nadal   | Calldetenes | pont         | Estat: malmès                              | 41° 55′ 38″ N, 2° 18′ 32″ E / 41.92712°N,2.30894°E ca:Entorn rural de Calldetenes |                             |                                         | Modifica les dades a Wikidata |
|        | pont del Molí d'Alta-riba | Calldetenes | pont         | 18th century 19th century Estat: bon estat | 41° 55′ 38″ N, 2° 18′ 47″ E / 41.927309°N,2.313021°E ca:Molí d'Altarriba 556 msnm | bé cultural d'interès local | Pont del Molí d'Alta-riba (Calldetenes) | Modifica les dades a Wikidata |

## Misc
| imatge | Nom                                          | Ubicat a                             | instància de                                           | Detalls                                  | coordenades | Protecció                                            | Commons (més fotos)                   | Dades a WD                    |
| ------ | -------------------------------------------- | ------------------------------------ | ------------------------------------------------------ | ---------------------------------------- | --- | ---------------------------------------------------- | ------------------------------------- | ----------------------------- |
|        | Casal d'Alta-riba                            | Calldetenes                          | casa forta                                             | Estil: arquitectura popular 16th century | 41° 55′ 36″ N, 2° 18′ 43″ E / 41.92656°N,2.312044°E 556 msnm | bé d'interès cultural bé cultural d'interès nacional | Casal d'Alta-riba (Calldetenes)       | Modifica les dades a Wikidata |
|        | Comunidor de l'Església de Sant Martí        | Calldetenes                          | comunidor                                              |                                          | 41° 55′ 39″ N, 2° 18′ 26″ E / 41.927544°N,2.307205°E | bé cultural d'interès local                          | Comunidor de l'Església de Sant Martí | Modifica les dades a Wikidata |
|        | Desmai del Molí del Pujol                    | Calldetenes                          | arbre singular                                         | 20th century                             | 41° 55′ 47″ N, 2° 17′ 34″ E / 41.92959°N,2.29285°E ca:Entorn rural de Calldetenes (08506 Calldetenes)                                                                                         |                                                      |                                       | Modifica les dades a Wikidata |
|        | Font d'en Titus                              | Sant Martí de Riudeperes Calldetenes | nucli d'entitat singular de població nucli de població | 0 hab                                    | 41° 55′ 42″ N, 2° 18′ 54″ E / 41.928333°N,2.314889°E 515 msnm |                                                      |                                       | Modifica les dades a Wikidata |
|        | Instrucció a la reraguarda. Calldetenes 1938 | Calldetenes                          | mural                                                  |                                          | 41° 55′ 33″ N, 2° 16′ 54″ E / 41.925724029541016°N,2.2817211151123047°E ca:Plaça de la Independència de Catalunya                                                                             |                                                      |                                       | Modifica les dades a Wikidata |
|        | Plaça Vella                                  | Calldetenes                          | plaça                                                  |                                          | 41° 55′ 33″ N, 2° 17′ 02″ E / 41.92585°N,2.28382°E ca:Nucli urbà de Calldetenes (08506 Calldetenes)                                                                                           |                                                      |                                       | Modifica les dades a Wikidata |
|        | casa consistorial de Calldetenes             | Calldetenes                          | casa consistorial                                      |                                          | 41° 55′ 27″ N, 2° 17′ 04″ E / 41.9240441°N,2.284414°E ca:Plaça Onze de Setembre |                                                      |                                       | Modifica les dades a Wikidata |
|        | cementiri de Calldetenes                     | Calldetenes                          | cementiri                                              | Estil: arquitectura popular              | 41° 55′ 45″ N, 2° 17′ 14″ E / 41.929205°N,2.287286°E ca:Camí del cementiri | bé integrant del patrimoni cultural català           | Calldetenes Cemetery                  | Modifica les dades a Wikidata |
|        | creu del Padró                               | Calldetenes                          | creu de terme estructura arquitectònica                |                                          | 41° 55′ 39″ N, 2° 17′ 23″ E / 41.92762°N,2.28964°E 41° 55′ 39″ N, 2° 17′ 23″ E / 41.92761993408203°N,2.2897748947143555°E ca:Nucli urbà de Calldetenes (08506 Calldetenes) ca:Plaça del Pedró |                                                      |                                       | Modifica les dades a Wikidata |
|        | les Adobaries                                | Calldetenes                          | edifici                                                | Estil: arquitectura popular              | 41° 55′ 39″ N, 2° 17′ 10″ E / 41.927478°N,2.286208°E | bé integrant del patrimoni cultural català           | Les Adobaries (Calldetenes)           | Modifica les dades a Wikidata |
|        | torrent de Sant Marc                         | Calldetenes                          | curs d'aigua                                           |                                          | 41° 55′ 33″ N, 2° 17′ 26″ E / 41.92579°N,2.29058°E ca:Entorn rural de Calldetenes (08506 Calldetenes)                                                                                         |                                                      |                                       | Modifica les dades a Wikidata |